# Kirschwasser

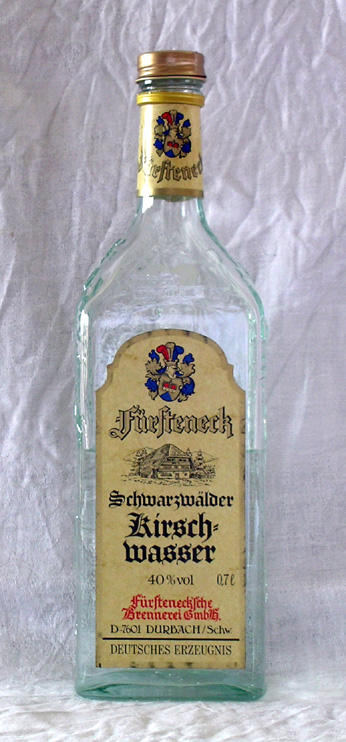
Botella de kirsch elaborado en Alemania, con una graduación alcohólica del 40º.

El kirschwasser (pronunciación en alemán: /ˈkɪʁʃvasɐ/ «agua de cereza») o simplemente kirsch («cereza») es un licor tradicional de Francia, Suiza, Alemania y Austria elaborado por destilación del jugo de una especie de cerezas de Morelo, una variante de la cereza ácida o silvestre.
Para su elaboración, antes se ha machacado íntegramente la cereza, incluyendo la cáscara, pulpa y carozo. Es un licor de muy alta graduación alcohólica.
La variedad francesa Kirsch de Fougerolles tiene una denominación de origen protegida (DOP).
Se bebe helado en copa de coñac, o vaso pequeño, y está muy indicado para elaborar diversos cócteles. En ciertas regiones también se sirve a temperatura ambiente y se calienta con las manos, como el brandy. Es un clásico para las fondues de queso.
Este licor es muy popular en las regiones francesas de Alsacia, Franco Condado y Lorena, y en Alemania, Austria y Suiza.